# Agence nationale des ressources hydrauliques
Pour les articles homonymes, voir ANRH (homonymie).
L'Agence nationale des ressources hydrauliques (ANRH) arabe : الوكالة الوطنية للموارد المائية, est un établissement public algérien à caractère industriel et commercial (EPIC) à vocation scientifique et technique. 
Le siège social de cette organisation est situé à Alger, et elle relève du ministère chargé des ressources en eaux. Sa mission principale consiste à mettre en œuvre les programmes d'inventaire des ressources en eaux et en sols irrigables du pays, conformément aux objectifs du plan national de développement et aux conditions fixées par l'autorité de tutelle.

## Missions
Les missions de l'ANRH incluent :
- Collecter, traiter et mettre à jour les informations sur les ressources en eau et en sols.
- Prospecter et évaluer les ressources en eau et en sols.
- Assurer le suivi quantitatif et qualitatif des ressources en eau.
- Préserver, protéger et sauvegarder les ressources en eau.

## Départements
L'Agence est composée de six départements centraux et d'une unité de recherche, ainsi que de six antennes régionales qui supervisent 31 secteurs à travers l'ensemble du territoire algérien. Les départements centraux sont :
- La direction de l'hydrologie
- La direction de l'hydrogéologie
- La direction de la pédologie
- La direction des laboratoires eaux et sols
- La direction de l'informatique
- La direction de l'administration et des moyens généraux.

## Partenariats techniques
Dans le cadre de la réalisation de ses projets, l'ANRH collabore avec des organismes nationaux ou internationaux pour bénéficier d'un appui technique ou scientifique éventuel. Ainsi, ses partenaires incluent les universités algériennes, les bureaux d'études algériens, ainsi que les bureaux d'études étrangers en vue d'obtenir une assistance technique, ainsi qu'un apport de nouvelles technologies ou de procédés dans le cadre de la coopération.